# Astragalus leucolobus
Astragalus leucolobus är en ärtväxtart som beskrevs av Marcus Eugene Jones. Astragalus leucolobus ingår i släktet vedlar, och familjen ärtväxter. Inga underarter finns listade i Catalogue of Life.